# Complexe sportif de Domayo
 (mars 2025).
Le complexe sportif de Domayo est une infrastructure sportive située dans l'arrondissement de Maroua 1er, à Maroua, capitale de la région de l'Extrême nord au Cameroun. Ce complexe fait partie des projets visant à promouvoir le sport et l'activité physique dans la région. En cours de réhabilitation et de développement, il s'inscrit dans le cadre du programme SPORCAP, soutenu par l'Agence Française de Développement (AFD).

## Description
Le Complexe sportif de Domayo est conçu pour accueillir les activités sportives et compétitions sportives sur le plan national. Il comprend des terrains de handball, de basket-ball, de volleyball, et des cours de tennis. C'est également un lieu de rassemblement pour la communauté locale, où se croisent les activités culturelles telles que le festival yelwata Maroua 1er.

### Aménagements Intérieurs
- Terrains de Sport : Le complexe dispose de terrains pour le handball, le basket-ball, de volleyball et des courts de tennis.
- Vestiaires et Équipements : Les vestiaires et les équipements sont en cours de rénovation pour répondre aux normes actuelles.

### Aménagements Extérieurs
- Espaces Verts : Le complexe est entouré d'espaces verts qui contribuent à l'embellissement du quartier.
- Parkings : Des parkings sont prévus pour faciliter l'accès aux visiteurs.

## Historique
Le Complexe sportif de Domayo a été initialement construit pour répondre aux besoins sportifs de la communauté locale. Actuellement, il fait l'objet d'une réhabilitation majeure grâce au programme SPORTCAP, financé par l'Agence Française de Développement. Ce projet vise à améliorer les conditions de pratique sportive et à promouvoir l'activité physique dans la région.

## Impact et Importance
La réhabilitation du complexe sportif de Domayo contribue à la promotion du sport et de l'activité physique dans la région de l'Extrême-Nord. Il joue un rôle crucial dans le développement social et économique de Maroua en offrant un espace de rassemblement pour la communauté locale.

## Événements
Le Complexe sportif de Domayo accueille divers événements sportifs locaux, tels que des matchs de handball, de volleyball et de basket-ball. Il est également utilisé pour des activités communautaires et des entraînements sportifs.

### Activités sportives
- Jeux Universitaires:  Le Complexe sportif de Domayo a accueilli certaines disciplines des Jeux universitaires de Maroua, qui se sont déroulés en mai 2018. Ces jeux ont rassemblé des athlètes pour des compétitions variées[5].

### Activités culturelles
- Festival Yelwata Maroua 1er: Ce festival annuel, organisé par la mairie de Maroua 1er, se tient au Complexe sportif de Domayo[6]. Il attire plus de 30 000 visiteurs et met en valeur la diversité culturelle du Cameroun à travers des performances artistiques et des expositions[7].